# L'Éclosion des monstres

L'Éclosion des monstres est un film de science-fiction espagnol réalisé par Juan Piquer Simón, sorti en 1983.

## Synopsis
Un jeune garçon adopte un extraterrestre en cachette mais la mère de ce dernier part à la recherche de son petit et massacre des gens.

## Distribution
- Ian Sera : Rick
- Nina Ferrer : Sharon
- Susanna Bequer : Lara Stapleton
- Sara Palmer : Kathy
- Óscar Martín : Tommy Stevens
- Maria Albert : Tracy
- Emilio Linder : Brian
- Concha Cuetos : Molly Stevens
- Manuel Pereiro : Bill Stevens
- Frank Braña : Burt
- Guillermo Antón : Matt Collins